# Лебеди (Кемеровская область)
Ле́беди — село в Промышленновском районе Кемеровской области. Административный центр Лебедевского сельского поселения.

## География
Центральная часть населённого пункта расположена на высоте 189 м над уровнем моря.

## Население
| 2010 |
| ---- |
| 706  |

### Половой состав
По данным Всероссийской переписи населения 2010 года, в селе проживало 706 человек (321 мужчина, 385 женщин).